# Markus Lohi
Markus Samuli Lohi, född 16 juni 1972 i Haukipudas, är en finländsk politiker (Centern). Han är ledamot av Finlands riksdag sedan 2011. Till utbildningen är han juris kandidat.
Lohi omvaldes i riksdagsvalet 2015 med 4 793 röster från Lapplands valkrets.

## Utmärkelser
- Riddartecknet av I klass av Finlands Lejons orden[3]

[Redigera Wikidata]